# Samppa Hirvonen
Samppa Hirvonen es un músico finlandés, quien fue el bajista de la banda finlandesa Nightwish.

## Carrera
Tocó en vivo durante la gira The First Tour of the Angels, desde diciembre de 1997 hasta mediados de 1998. Dejó la banda por el servicio militar poco antes del lanzamiento de Oceanborn, siendo reemplazado por Sami Vänskä.
Actualmente es bajista de las bandas Agon Origin y Division XIX (donde también canta).

## Discografía

### Nightwish
- Angels Fall First (1997)

### Division XIX
- Iisakin Kirkko (2005)